# Tramwaje w Rydze
Tramwaje w Rydze – system szerokotorowych linii tramwajowych działający w stolicy Łotwy, Rydze.
System składa się z 9 linii o łącznej długości 99 km, obsługiwanych przez 252 wagony. Cechą charakterystyczną systemu jest eksploatowanie wagonów z odbierakami pałąkowymi (nie dotyczy najnowszych wagonów Škoda 15 T, które mają połówkowe pantografy). W Rydze do 1 listopada 2010 r. działały 3 zajezdnie. Obecnie działają dwie.

## Historia
Pierwsza linia tramwaju konnego w Rydze została uruchomiona 23 sierpnia 1882. 23 lipca 1900 sieć linii tramwajowych została zelektryfikowana, co uczyniło ją drugim systemem tramwajów elektrycznych w krajach bałtyckich (po Lipawie). Do rozpoczęcia I wojny światowej w mieście było 48,8 km tras. Po odzyskaniu niepodległości przez Łotwę obsługę tramwajów przejęła belgijska spółka. Wówczas stan infrastruktury znacznie się pogorszył, toteż tramwaje w 1931 przejęło miasto.

## Linie
Stan z 28.04.2020 r.
| Linia | Trasa |
| ----- | --- |
|       | Imanta ↔ Jugla Dammes iela – Anniņmuižas bulvāris – Bebru iela – Kurzemes prospekts – Jūrmalas gatve – Slokas iela – Uzvaras bulvāris – Akmens tilts – 11. novembra krastmala – Maskavas iela – Centrāltirgus iela – Prāgas iela – 13. janvāra iela – Radio iela – K. Barona iela – Brīvības iela – Gaisa tilts – Brīvības gatve – Ropažu iela – Brīvības gatve |
|       | Centrāltirgus ↔ Tapešu iela Centrāltirgus iela – Maskavas iela – 11. novembra krastmala – Akmens tilts – Uzvaras bulvāris – Slokas iela – A. Grīna bulvāris – Bāriņu iela – Mazā Nometņu iela – Margrietas iela – Kuldīgas iela – Tapešu iela |
|       | Jugla ↔ Ķengarags Brīvības gatve – Ropažu iela – Brīvības gatve – Gaisa tilts – Brīvības iela – K. Barona iela – Radio iela – Prāgas iela – Centrāltirgus iela – Maskavas iela – Mazā Krasta iela – Īsā iela – Maskavas iela |
|       | Iļģuciems ↔ Mīlgrāvis Lilijas iela – Dagmāras iela – Slokas iela – Uzvaras bulvāris – Akmens tilts – 11. novembra krastmala – 13. janvāra iela – Aspazijas bulvāris – Z. A. Meierovica bulvāris – K. Valdemāra iela – Kronvalda bulvāris – Eksporta iela – Pētersalas iela – Ganību dambis – Tilta iela – Sarkandaugavas iela – Sliežu iela – Tvaika iela       |
|       | Ausekļa iela ↔ Ķengarags Kronvalda bulvāris – K. Valdemāra iela – Z. A. Meierovica bulvāris – Aspazijas bulvāris – Prāgas iela – Centrāltirgus iela – Maskavas iela – Mazā Krasta iela – Īsā iela – Maskavas iela |
|       | Aldaris ↔ Ķengarags Sarkandaugavas iela – Tilta iela – Ganību dambis – Pētersalas iela – Eksporta iela – Kronvalda bulvāris – K. Valdemāra iela – Z. A. Meierovica bulvāris – Aspazijas bulvāris – Prāgas iela – Centrāltirgus iela – Maskavas iela – Mazā Krasta iela – Īsā iela – Maskavas iela                                                               |
|       | Aldaris ↔ Ķengarags Sarkandaugavas iela – Tilta iela – Ganību dambis – Pētersalas iela – Eksporta iela – Kronvalda bulvāris – K. Valdemāra iela – Z. A. Meierovica bulvāris – Aspazijas bulvāris – Prāgas iela – Centrāltirgus iela – Maskavas iela – Mazā Krasta iela – Īsā iela – Maskavas iela                                                               |
|       | Ausekļa iela ↔ Mežaparks Centrāltirgus iela – Maskavas iela – 11. novembra krastmala – Akmens tilts – Uzvaras bulvāris – O. Vācieša iela – F. Brīvzemnieka iela – Vienības gatve – Telts iela – Neretas iela – Bauskas iela |

## Tabor

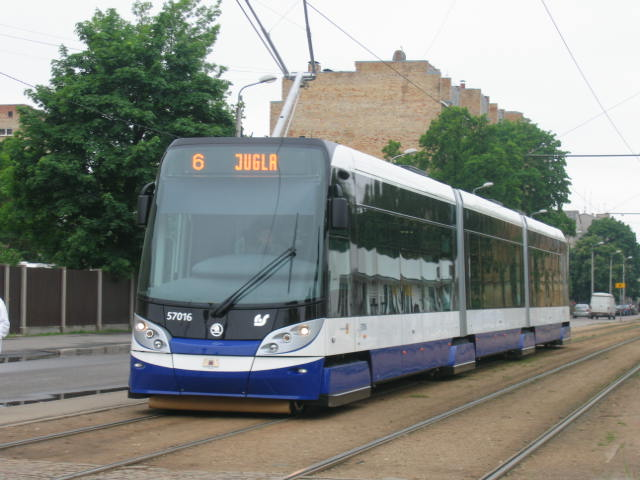
Tramwaj typu Škoda 15T w Rydze

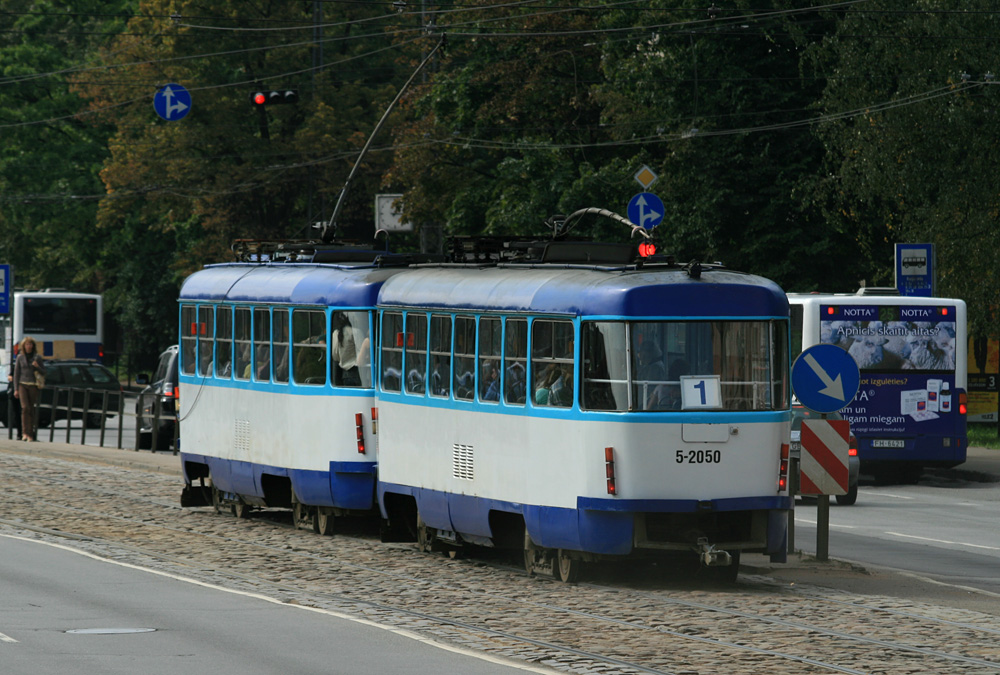
Tramwaje typu Tatra T3A w Rydze

### Eksploatowany
Wykaz eksploatowanych obecnie typów tramwajów.
| Producent | Typ                               | Lata dostaw | Eksploatacja od | Liczba szt. | Uwagi                                                                                                 |
| --------- | --------------------------------- | ----------- | --------------- | ----------- | --- |
| ČKD       | T3 (T3SU)                         | 1974–1987   | 1974            | 247         | |
| ČKD       | T3A                               |             | 1999            | 190         | Zmodernizowane tramwaje typu Tatra T3.                                                                |
| ČKD       | T6B5 (T6B5SU)                     | 1988–1990   | 1988            | 62          | Innym oznaczeniem wagonów jest Tatra T3M.                                                             |
| ČKD       | T3MR                              |             | 2005            | 30          | Tramwaje typu Tatra T6B5 po modernizacji.                                                             |
| Škoda     | 15 T Riga (ForCity, trójczłonowe) | 2010        | 2010            | 20          | Tramwaje niskopodłogowe (wysokość podłogi: 320 mm). Wszystkie egzemplarze stacjonują w zajezdni nr 5. |
| Škoda     | 15 T1 Riga (czteroczłonowe)       | od 2012     |                 |             | |

### Dawny

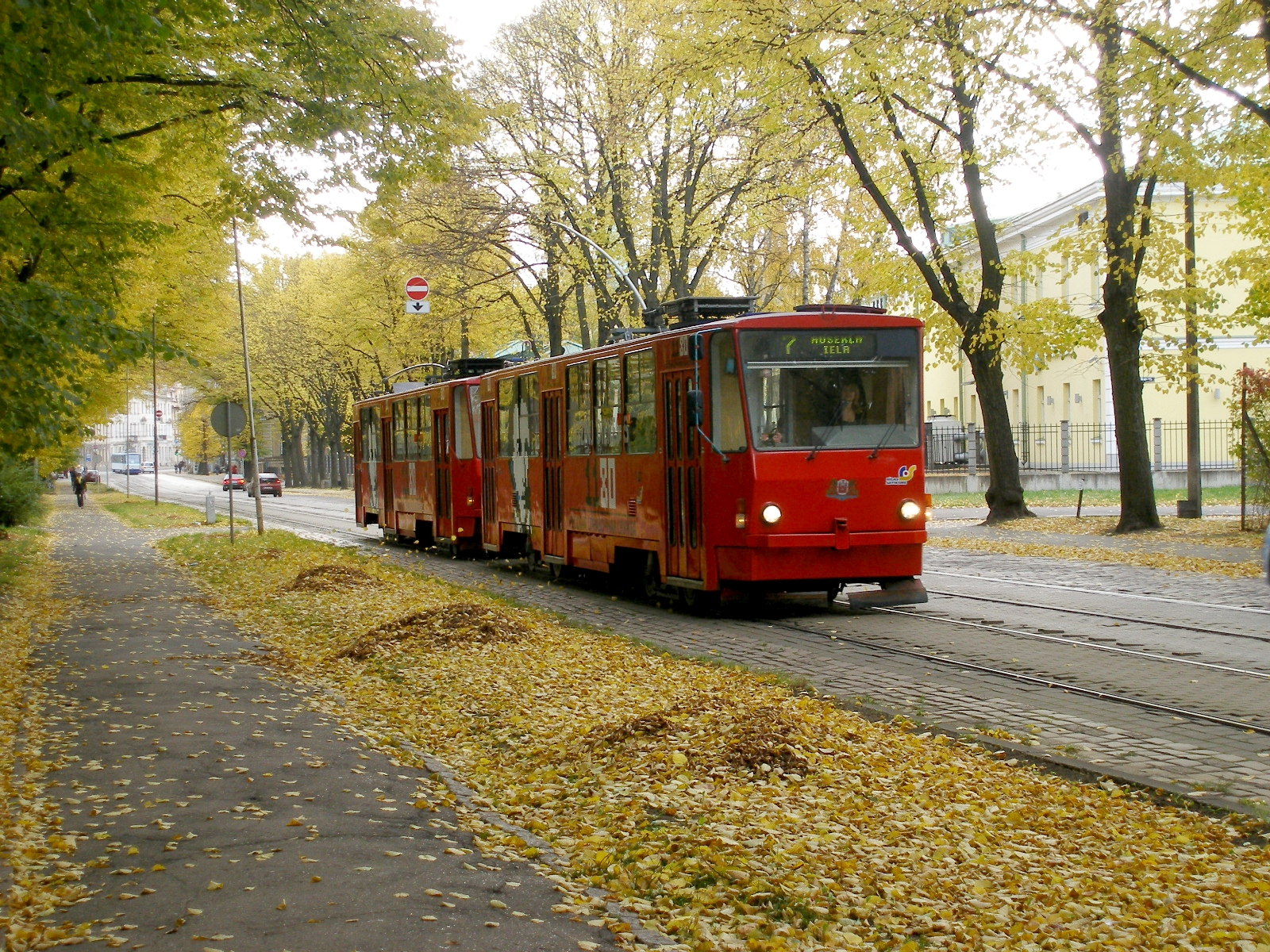
Tramwaje typu Tatra T3MR na linii nr 7

Wykaz eksploatowanych dawniej typów tramwajów.
| Producent | Typ            | Lata dostaw | Lata eksploatacji | Liczba szt. | Uwagi                            |
| --------- | -------------- | ----------- | ----------------- | ----------- | -------------------------------- |
| RWZ       | RWZ-6          |             |                   |             |                                  |
|           | RM-56 .. RM-68 |             |                   |             |                                  |
|           | RP-61 .. RP-69 |             |                   |             |                                  |
|           | RT-48 .. RT-54 |             |                   |             | Wyprodukowane w latach 1948–1954 |
|           | MTW-82         |             |                   |             | Wyprodukowane w latach 1951–1961 |
| RVR       | RWR-6          |             |                   |             | Wyprodukowane w 1962 r.          |